# Honzrath
Honzrath (Honzert en Sarrois) est depuis 1974 un Ortsteil de la commune allemande de Beckingen en Sarre.

## Géographie
Honzrath est à environ  30 km au nord-ouest de Sarrebruck.

## Histoire
Honzrath est une ancienne commune de la Moselle.
Honzrath a perdu le 1er janvier 1974 son statut de commune indépendante.

## Jumelages
La Grande-Paroisse (France)

## Lieux et monuments
- Caves (ou abris) troglodytes.

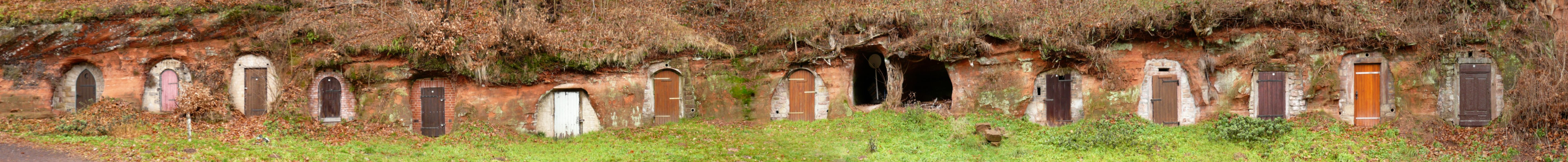
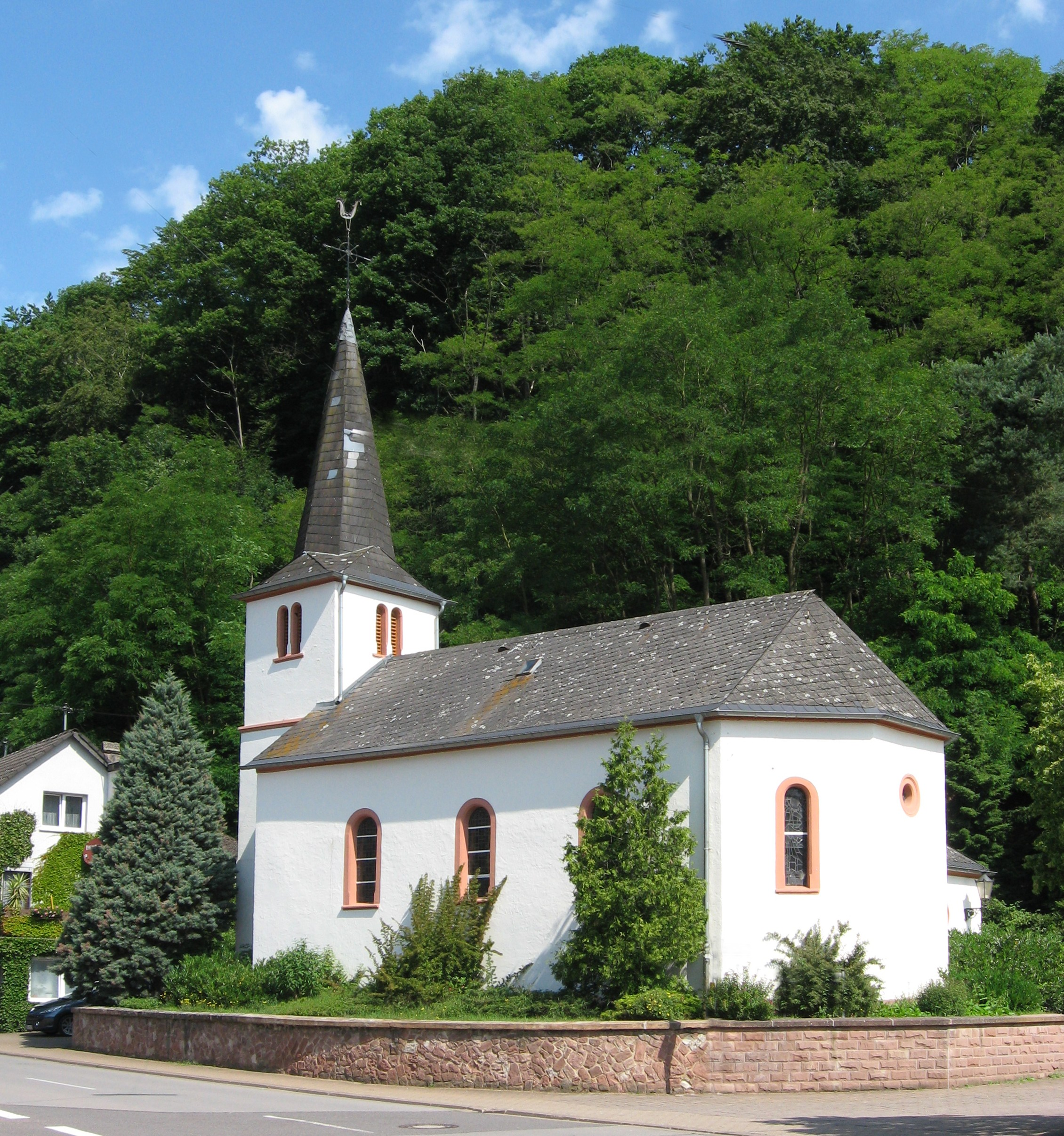
L'église Sainte-Catherine.